# Софер
Софер (фінік. , — «писар») — представник однієї з категорії державних посадовців у Карфагені. Ділилися за рангами і були підпорядковані «головному писарю» («рабісоферім», фінік. ).